# ティノ・クルパラ
ティノ・クルパラ（Tino_Chrupalla、1975年4月14日 - ）は、ドイツの政治家、実業家。アリス・ワイデルと共にドイツのための選択肢（AfD）の共同党首を務めている。

## 経歴
東ドイツ・ヴァイスヴァッサー出身。1991年に中等教育前期修了資格（Mittlere Reife）を取得し、1994年まで塗装工の職業訓練を受けた。1994年から1996年までは、ヴァイスヴァッサーで兵役代替役務に就いていた。2003年には、塗装工のマイスター試験に合格した。
2015年にドイツのための選択肢（AfD）に入党。
2017年ドイツ連邦議会選挙にゲルリッツ選挙区から立候補し、後にザクセン州首相となるミヒャエル・クレッチマーを破り初当選を果たした。
2019年にブラウンシュヴァイクで開かれたAfD党大会で、退任するアレクサンダー・ガウラントの後任の党首に選出。再選したイェルク・モイテンとともに同党の共同党首に就任した。